# Sophia Aggelonitis
 (août 2010).
Si vous disposez d'ouvrages ou d'articles de référence ou si vous connaissez des sites web de qualité traitant du thème abordé ici, merci de compléter l'article en donnant les références utiles à sa vérifiabilité et en les liant à la section « Notes et références ».
Sophia Aggelonitis (né dans le centre-ville de Toronto en Ontario) est une femme politique ontarienne. Elle a représenté la circonscription de Hamilton Mountain à l'Assemblée législative de l'Ontario du 30 octobre 2007 au 6 octobre 2011. Elle a été Ministre du Revenu durant son mandat.